# Jupither
Jupither är ett powerpopband från Skellefteå.
Bandet bildades 1997 som Fresh Fish av sångaren och basisten Dan Larsson (senare Funky Dan) och Mohammed Khan (trummor och keyboard), när gitarristerna Olov Nilzen och Christopher Falkman rekryterats. Debuten, EP:n It's Planetary kom 1998 på A West Side Fabrication (Speech) och blev också släppt i USA av Crank! Records. Sedan dess har bandet släppt tre album, ett antal singlar och turnerat flitigt. De förekommer också på ett antal samlingsskivor.
Många bandmedlemmar är utbytta sedan starten, och sångaren Funky Dan är numer också sångare i Noice.

## Medlemmar
- Funky Dan - sång
- Hank Andersson - gitarr
- Stefan Westerberg - gitarr
- Tomas Hornqvist - bas
- Fred Really - trummor

## Diskografi
- 1998 Sp. 17 It's Planetary [mini cd]
- Sp. 37 Strikes Back [cd]
- 2008 React Destroy Repeat
- 2009 Six Pack

- 1999 Sp.s 25 Star [CDS]
- Sp.s 29 Spit [CDS]
- Sp.s 30 Hero [CDS]
- Sp.s 31 Falling [CDS]
- 2005 Love
- 2005 Sp.s 36 Baby [CDS]
- 2005 Sp.s 59  Love (CDS)
- 2006 Sp.s 66  Friends (CDS)
- 2007 Salvation (CDS)
- 2008 Self salvation (CDS)